# Nongovernmental International Panel on Climate Change
Das Nongovernmental International Panel on Climate Change (NIPCC; Internationale Nichtregierungskommission zum Klimawandel) ist eine von Fred Singer gegründete und weitgehend virtuelle Institution der organisierten Klimaleugnerszene, die als vermeintlich unabhängige Einrichtung Gegeninformationen zum Weltklimarat der Vereinten Nationen verbreitet. Die Berichte sind nicht peer-reviewed und werden vom Heartland Institute publiziert, einer parteiischen politischen Organisation, die aktiv die Leugnung des Klimawandels und seiner Folgen betreibt.

## Ziele
Ziel der Organisation ist es, den wissenschaftlichen Erkenntnissen der Klimaforschung konträre Behauptungen entgegenzusetzen und damit in der Öffentlichkeit den Anschein von nennenswertem Widerspruch innerhalb der Wissenschaft zu suggerieren. Auf diese Weise soll der Anschein nicht nur von Unsicherheit bezüglich der Forschungsergebnisse, sondern vielmehr einer vermeintlichen großen wissenschaftlichen Kontroverse um die globale Erwärmung erweckt werden. Insbesondere gilt das für die zentralen Aussagen der Klimaforschung, nämlich dass sich die Erde erwärmt, dass dies maßgeblich durch menschliche Aktivitäten geschieht und dass sich daraus negative Folgen der globalen Erwärmung ergeben. In einem der Presse zugespielten Budgetplan für 2012 vermerkt das Heartland Institute: „Momentan sponsern wir das NIPCC, um den offiziellen Bericht des Weltklimarates der Vereinten Nationen zu untergraben. Wir haben einem Autorenteam 388.000 Dollar gezahlt, um an einer Reihe von Publikationen zu arbeiten.“
Das NIPCC wurde 2004 gegründet, bis 2007 existierten jedoch keine nennenswerten Aktivitäten. Das NIPCC ist durch Singer eng an das neokonservative Heartland Institute gebunden, eine Denkfabrik, die zu den zentralen Akteuren der organisierten Klimawandelleugnerszene zählt. Neben dem Heartland Institute, das als Zentrum der von Wirtschaftsinteressen unterstützten Klimawandelleugnerbewegung bezeichnet wird, war ebenfalls das 1990 von Singer gegründete Science and Environmental Policy Project an der Gründung beteiligt.
Hansson sieht in dem NIPCC und seinen Berichten, die die Bericht des IPCCs imitieren, ein "ungewöhnliches klares Beispiel" für das von Pseudowissenschaftlern oft getätigte Vorgehen, Institute, Konferenzen, Webseiten und teils sogar Zeitschriften zu gründen, die beeindruckende wissenschaftlich klingende Namen trügen, tatsächlich aber nicht einmal grundlegende wissenschaftliche Qualitätskriterien erfüllten. Ziel solcher Aktivitäten sei es, den Eindruck zu erwecken, dass die Zustimmung in der Wissenschaft zu ihren Thesen deutlich größer sei, als es tatsächlich der Fall ist.
Höttecke und Allchin nennen die Berichte offen "bogus science" (etwa: Scheinwissenschaft).

## Autoren
Der NIPCC-Bericht Climate Change Reconsidered II:Physical Science wurde von 3 Hauptautoren, 12 Kapitelautoren und 38 weiteren Beteiligten aus diversen Disziplinen verfasst. Von den Autoren verfügten kaum welche über einen echten akademischen Hintergrund in der Meteorologie oder anderer klimarelevanter Fachbereiche. Stattdessen arbeiteten viele Autoren für einschlägige Think Tanks wie das US-amerikanische Center for the Study of Carbon Dioxide and Global Change oder das australische Institute of Public Affairs.

## Thesen
Im NIPCC-Bericht wird behauptet, dass dort wissenschaftliche Ergebnisse präsentiert würden, die den meisten, wenn nicht allen IPCC-Ergebnissen widersprächen. In einer Publikation des NIPCC aus dem Jahr 2009 wird z. B. behauptet, dass die Autoren des Vierten Sachstandsbericht des IPCC gravierende Fehler bei der Erarbeitung begangen hätten. Unter anderem finden sich dort folgende Aussagen::
1. Die gegenwärtigen Klimamodelle seien nicht in der Lage, die Auswirkungen einer steigenden CO2-Konzentration in der Atmosphäre zuverlässig vorherzusagen.
2. Bei den berechneten Auswirkungen einer steigenden CO2-Konzentration würden Rückkopplungseffekte nicht berücksichtigt.
3. Reale Wetterdaten bestätigten die IPCC-These, dass es einen sogenannten Klimatrend gäbe, nicht.
4. Vorteile, die ein steigender CO2-Anteil mit sich bringen könnte (z. B. für Forst- und Landwirtschaft), würden im IPCC-Report nicht berücksichtigt.
5. Einen Nachweis, dass ein CO2-verursachter Anstieg der globalen Erdtemperatur zum Aussterben von Pflanzen und Tieren führen könnte, gebe es nicht.
6. Auch ein Nachweis der Verantwortlichkeit von gestiegenen CO2-Werten für eine erhöhte Anzahl an Erkrankungen und Todesfällen durch extreme Klimabedingungen fehle.

Eine vergleichende Wortanalyse des fünften IPCC-Berichts aus dem Jahr 2013 einerseits und des NIPCC-Bericht aus dem gleichen Jahr andererseits ergab, dass im NIPCC-Bericht deutlich häufiger emotionale Wörter verwendet wurden, dafür aber seltener vorsichtige und einschränkende. Insgesamt war der NIPCC-Bericht weniger formal formuliert als sein wissenschaftlicher Gegenpol. Die Autoren schlossen, dass – im Gegensatz zu den Anschuldigungen von Klimaskeptikern – der IPCC-Bericht eher vorsichtig formuliert war. Die Autoren der Analyse sahen in der Diskrepanz ein Indiz, dass der NIPCC-Bericht weniger der Darlegung von Evidenz als vielmehr der Diskreditierung des IPCC-Berichts dienen könnte.